# 클라이브 그레인저
클라이브 윌리엄 존 그레인저 기사(영어: Sir Clive William John Granger, 1934년 9월 4일 ~ 2009년 5월 27일)은 영국의 노팅엄 대학교와 미국의 캘리포니아 대학교 샌디에이고에서 교수로 재직했던 영국의 경제학자이다. "공통의 경향을 지닌 일련의 경제 시간 분석"에 대한 공로를 인정받아 2003년에 로버트 엥글과 같이 노벨 경제학상을 수상하였다.

## 생애

### 유년기
클라이브 그레인저는 1934년 영국의 스완지에서 존 그레인저와 에블린 그레인저 부부 사이 태어났다. 이듬해 링컨으로 이사를 갔다.
제2차 세계 대전 당시 어머니와 함께 케임브리지로 이사를 갔다. 이곳에서 초등학교, 중학교, 고등학교를 다녔으며, 전쟁이 끝난 후 노팅엄에서 졸업하였다. 학창 시절 수학에 재능을 보였으며, 응용 수학에 관심을 가지게 되었다.
고등학교 이후 경제와 수학을 복수 전공으로 노팅엄 대학교에 입학하였고, 2학년때에는 전공을 수학 단일 전공으로 바꾸었다. 1955년 학사 과정을 수료하고, 노팅엄 대학교에 남아 통계학 박사 과정을 시작하였다.
1956년 그레인저는 21세의 나이에 노팅엄 대학교에서 강사 자리를 받았다. 응용통계학과 경제학에 관심이 있었던 그레인저는 시계열 해석을 박사 학위 논문 주제로 정했다. 1959년 그레인저는 그의 박사 학위를 받았다.

### 학문적 생애
그레인저는 계량경제학 연구와 관련되어 프린스턴 대학교에 초대되었다. 1959년에서 그 다음해까지 프린스턴 대학교에서 지내며 경제적 데이터에 푸리에 해석을 적용하는 것을 연구하였다.
프린스턴 대학교에서 1년 정도롤 보내고, 결혼하여 미국으로 신혼 여행을 떠난다. 그 후 노팅엄 대학교에서 교수직을 얻었다.
1969년 그레인저는 이코노메트리카 학술지에 그레인저 인과관계에 대한 논문을 출간했다.
1974년 그레인저는 미국으로 이사를 가 캘리포니아 대학교 샌디에이고에 교수로 재직했다. 그는 1975년 미국 인구조사국 위원회에 참가했다. 시계열 관련 연구를 계속 하였고, 이후에 함께 노벨상을 받게 되는 로버트 엥글과도 같이 일하였다. 그레인저는 엥글과 같이 일하며 공적분이라는 개념을 고안해내었고, 1987년에는 이코노메트리카 학술지에 공동 논문울 출간하였다. 그레인저와 엥글은 이 논문으로 2003년 노벨 경제학상을 수상하였다.
그레인저는 후년에 가서 시계열을 경제학 외의 분야에서 데이터를 분석하는데 사용하였다. 아마존 우림의 산림 파괴를 예측하는 모델을 만드는 프로젝트에 참여했다. 이 프로젝트의 결과는 2002년 책으로 출간되었다. 그 후 2003년에 미국 인구조사국 위원회에서 은퇴하였다.
2009년 5월 27일 그레인저는 라호이아에 있는 스크립스 메모리얼 병원 영어: Scripps Memorial Hospital에서 사망하였다.

## 수상 실적
2003년 클라이브 그레인저는 로버트 엥글과 함께 노벨 경제학상을 받았고, 2005년 기사작위(Knight Bachelor) 서임자 명단에 올랐다.
1972부터 계량경제학 학회의 회원이었고 2002년부터 영국 학사원의 회원이었다.

## 저술
- Granger, C. W. J. (1966). “The typical spectral shape of an economic variable”. 《Econometrica》 34 (1): 150–161. doi:10.2307/1909859. JSTOR 1909859.
- Granger, C. W. J. (1969). “Investigating causal relations by econometric models and cross-spectral methods”. 《Econometrica》 37 (3): 424–438. doi:10.2307/1912791. JSTOR 1912791.
- Granger, C. W. J. and Bates, J. (1969). “The combination of forecasts”. 《Operations Research Quarterly》 20 (4): 451–468. doi:10.1057/jors.1969.103.
- Granger, C. W. J. and Hatanaka, M. (1964). 《Spectral Analysis of Economic Time Series》. Princeton, NJ: Princeton University Press. ISBN 0-691-04177-6.
- Morgenstern, Oskar; Granger, Clive W. J. (1970). 《Predictability of stock market prices》. Lexington, Massachusetts: Lexington Books (D. C. Heath and Company). xxiii+303쪽.
- Granger, C. W. J. and Joyeux, R. (1980). “An introduction to long-memory time series models and fractional differencing”. 《Journal of Time Series Analysis》 1: 15–30. doi:10.1111/j.1467-9892.1980.tb00297.x.
- Granger, C. W. J. and Newbold, P. (1974). “Spurious regressions in econometrics”. 《Journal of Econometrics》 2 (2): 111–120. doi:10.1016/0304-4076(74)90034-7.
- Granger, C. W. J. and Newbold, P. (1977). 《Forecasting Economic Time Series》. Academic Press.